# Expedição 28
Expedição 28 foi uma missão de longa permanência a bordo da Estação Espacial Internacional, realizada entre 23 de maio e 16 de setembro de 2011, após a partida da ISS da Expedição 27 de volta à Terra. Dela fizeram parte seis astronautas, dois norte-americanos, três russos e um japonês, transportados até a estação nas naves Soyuz TMA-21 e Soyuz TMA-02M.

## Tripulação
| Posição             | Primeira parte (Maio de 2011) | Segunda parte (Junho até setembro de 2011) |
| ------------------- | ----------------------------- | ------------------------------------------ |
| Comandante          | Andrei Borisenko              | Andrei Borisenko                           |
| Engenheiro de voo 1 | Aleksandr Samokutyayev        | Aleksandr Samokutyayev                     |
| Engenheiro de voo 2 | Ronald Garan Jr.              | Ronald Garan Jr.                           |
| Engenheiro de voo 3 |                               | Sergei Volkov                              |
| Engenheiro de voo 4 |                               | Michael Fossum                             |
| Engenheiro de voo 5 |                               | Satoshi Furukawa                           |

## Missão
A expedição começou com a partida da Expedição 27 às 21:35 UTC de 23 de maio. Após a partida, ainda nas proximidades da ISS, a tripulação da Soyuz TMA-20 fez fotografias do exterior da estação, mostrando o ônibus espacial Endeavour, em sua última missão STS-134, ainda acoplado a ela.
No início da missão, a tripulação da Endeavour ainda encontrava-se em órbita, acoplada na ISS, colocou em órbita o Espectômetro Magnético Alpha e fez diversos reparos e melhoramentos em seções especificas da estação, para ajudar nas operações a serem realizadas após a aposentadoria dos ônibus espaciais. A Endeavour retornou à Terra em 1 de junho de 2011 e a segunda equipe de três homens para compor o total de seis astronautas da Expedição 28 foi lançada de Baikonur em 7 de junho, composta pelos russo Volkov, o norte-americano Fossum e o japonês Furukawa e acoplando-se à ISS em 9 de junho.
Entre as cerca de 200 experiências e pesquisas científicas realizadas pela Expedição, estavam a biologia, observação da Terra, ciências físicas e  demonstrações tecnológicas que foram da reciclagem de material até a robótica.
Em 20 de junho, a nave de carga não-tripulada da ESA Johannes Kepler (ATV-2) desacoplou-se da ISS e foi deorbitada, sendo incinerada na atmosfera sobre o sul do Oceano Pacífico. No dia seguinte, a nave cargueira Progress M-11M foi lançada em direção à ISS, para assegurar a entrega de suprimentos e entrega de equipamentos à Expedição. A nave, que acoplou no módulo de serviço  Zvezda, reabasteceu a tripulação com 2,5 toneladas de água, comida, software científico e propelente. O acoplamento ocorreu a 245 milhas náuticas sobre o Casaquistão.
Lançada em 8 de julho, durante a Expedição 28, a missão STS-135 Atlantis foi a última do programa do ônibus espacial. Esta missão levou até a ISS o módulo Raffaello MPLM, um Módulo de Logística Multifuncional, criado para possibilitar a transferência de mantimentos, equipamentos e as experiências concluídas entre as duas espaçonaves.
Ela foi encerrada com o retorno à Terra dos astronautas da Soyuz TMA-21, comandante Aleksandr Samokutyayev e engenheiros de voo Andrei Borisenko e Ronald Garan, que pousaram na manhã de 16 de setembro nas estepes centrais do Casaquistão.

## Galeria

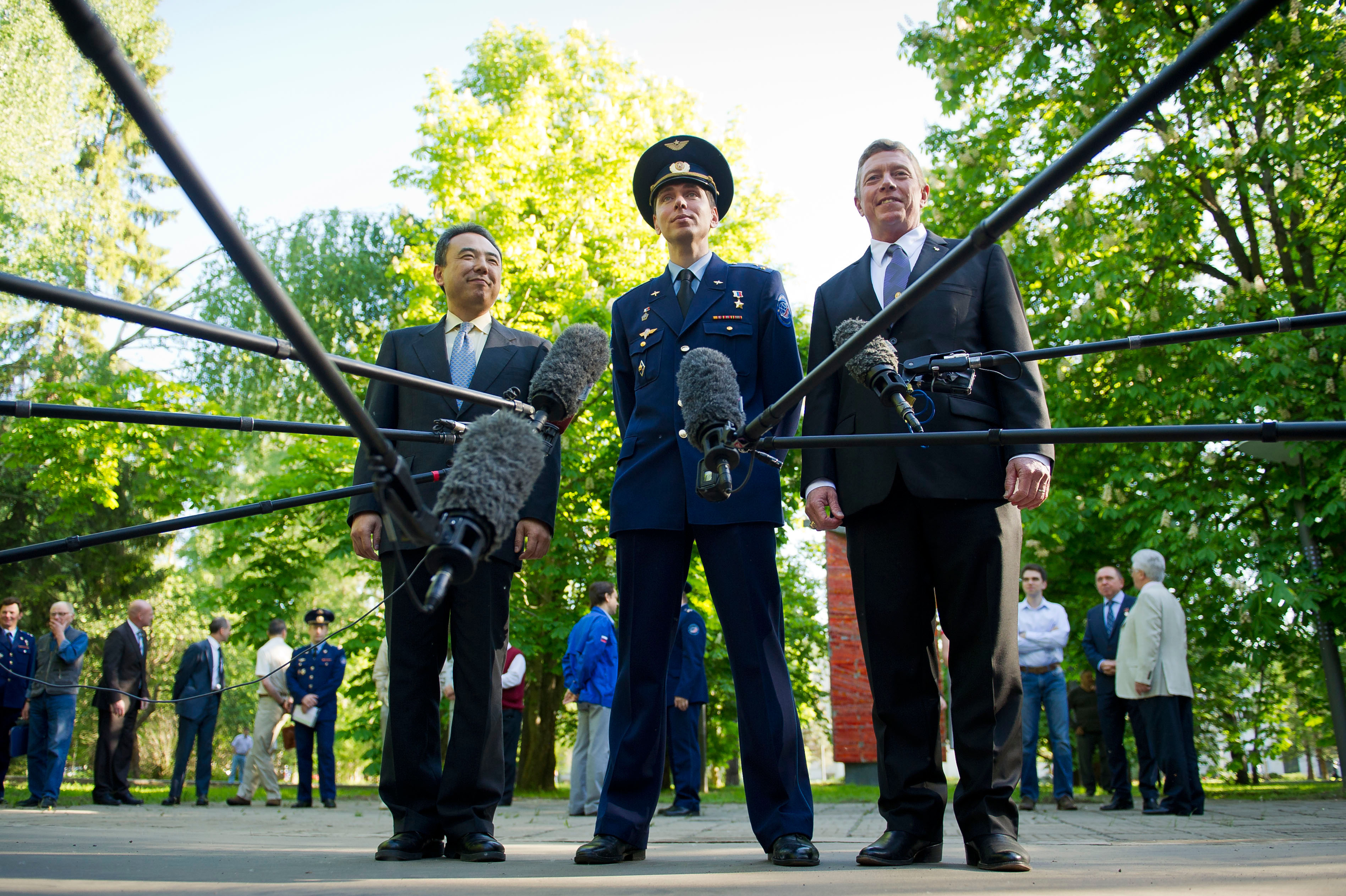
Furukawa, Volkov e Fossum em entrevista coletiva antes da missão, no Centro de Treinamento de Cosmonautas Yuri Gagarin, na Cidade das Estrelas.
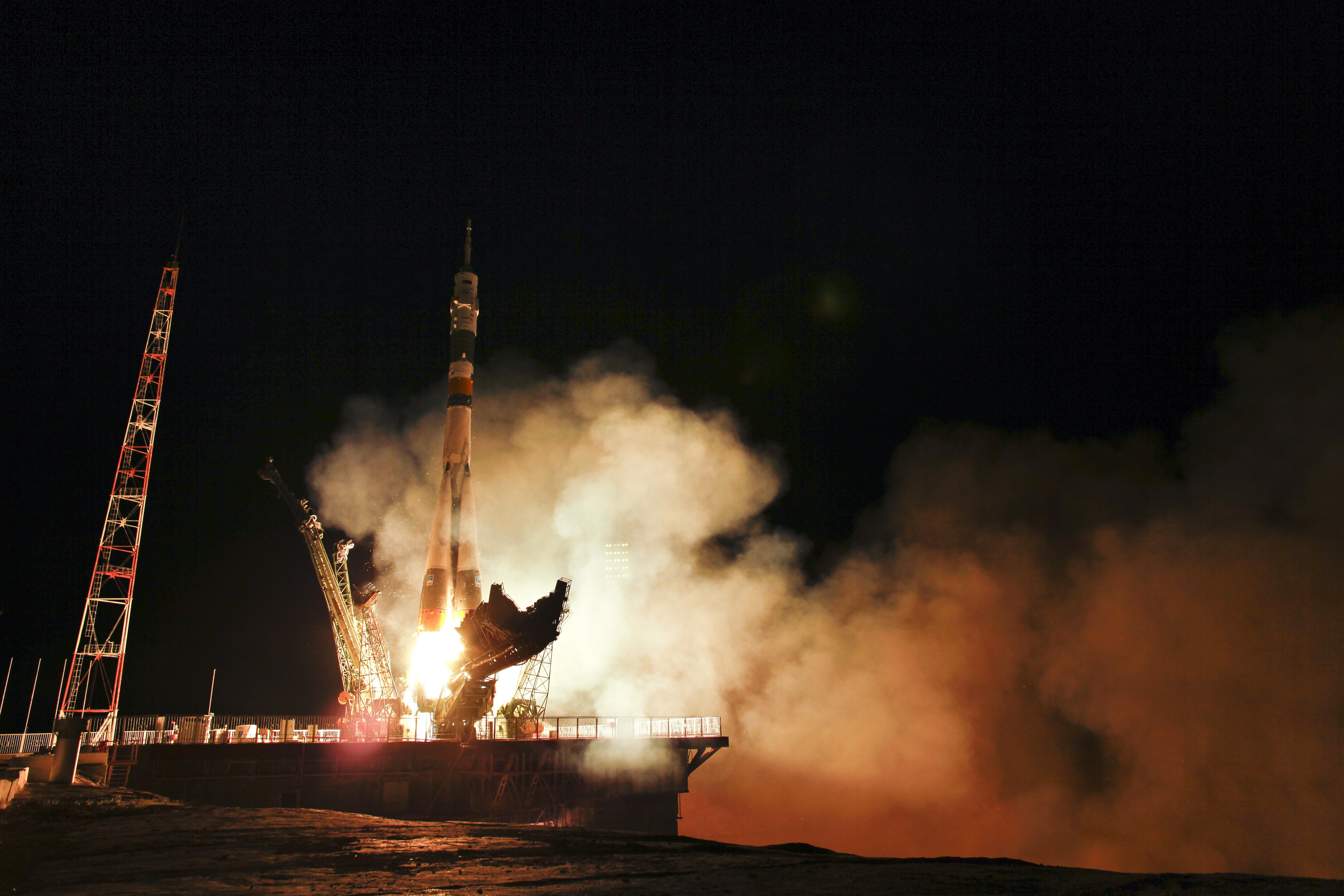
Lançamento da Soyuz TMA-02M em 8 de junho de 2011.
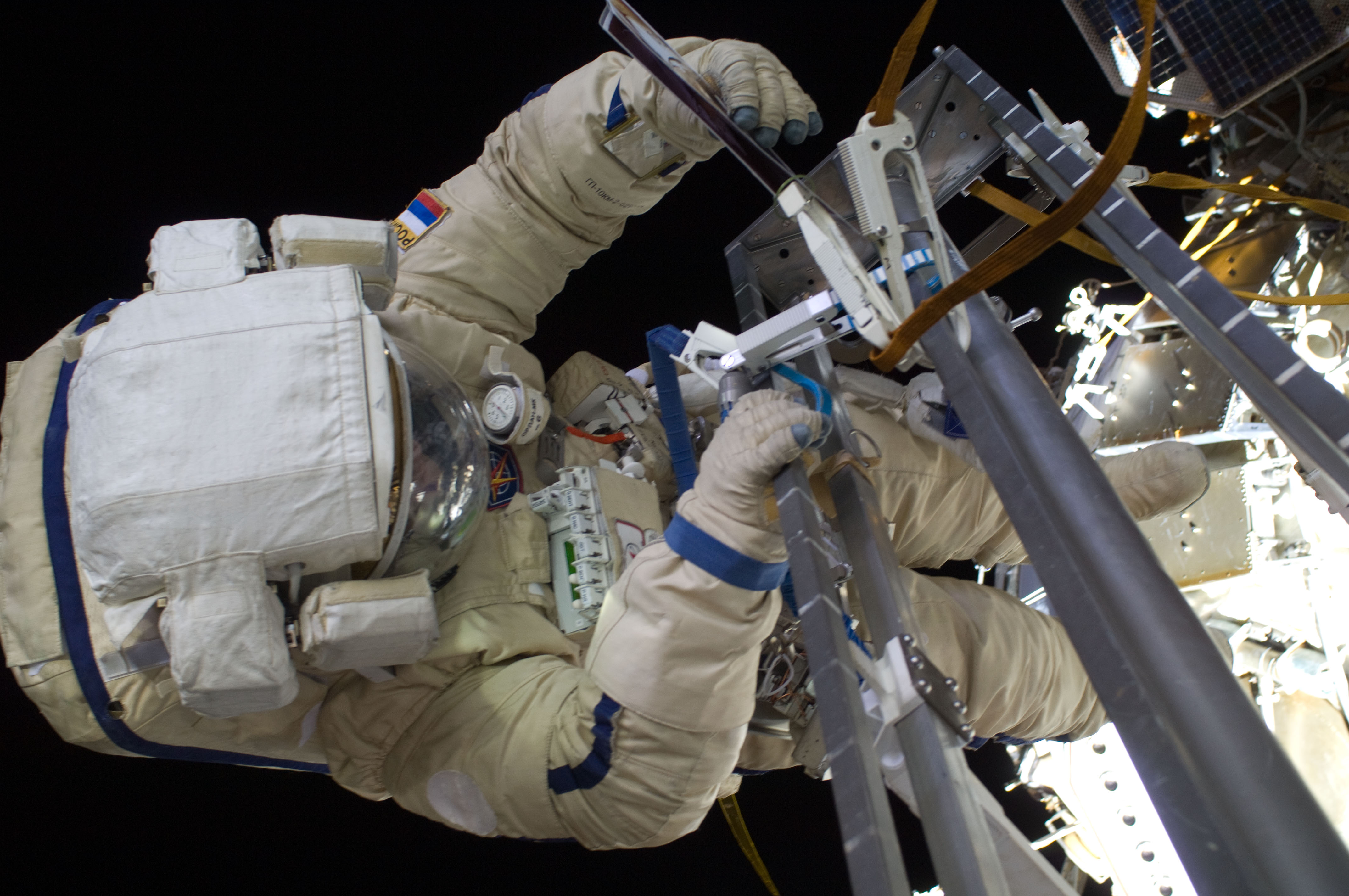
Sergei Volkov realiza tarefa em caminhada espacial.
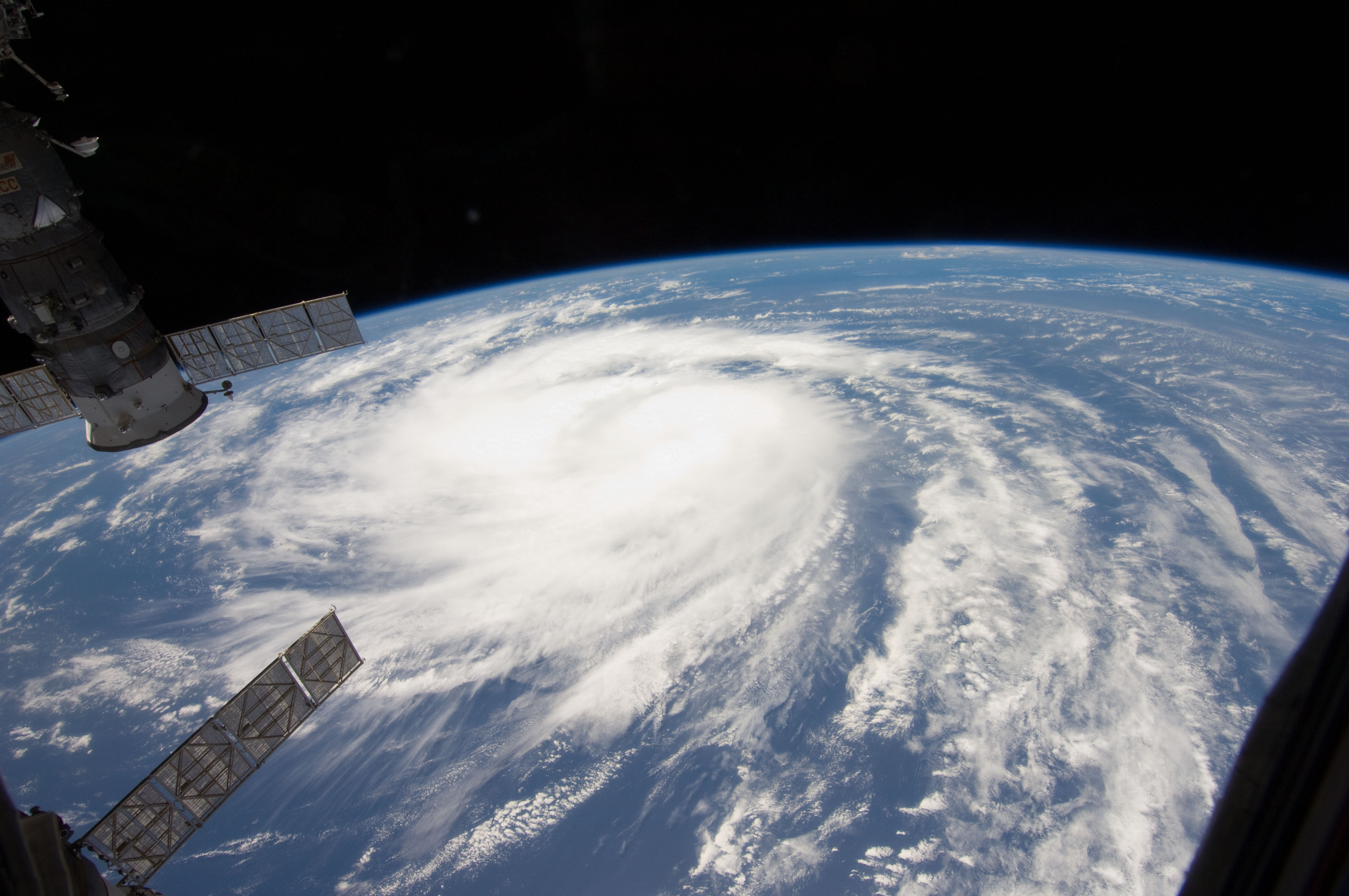
O furacão Katia visto da ISS durante a Expedição.
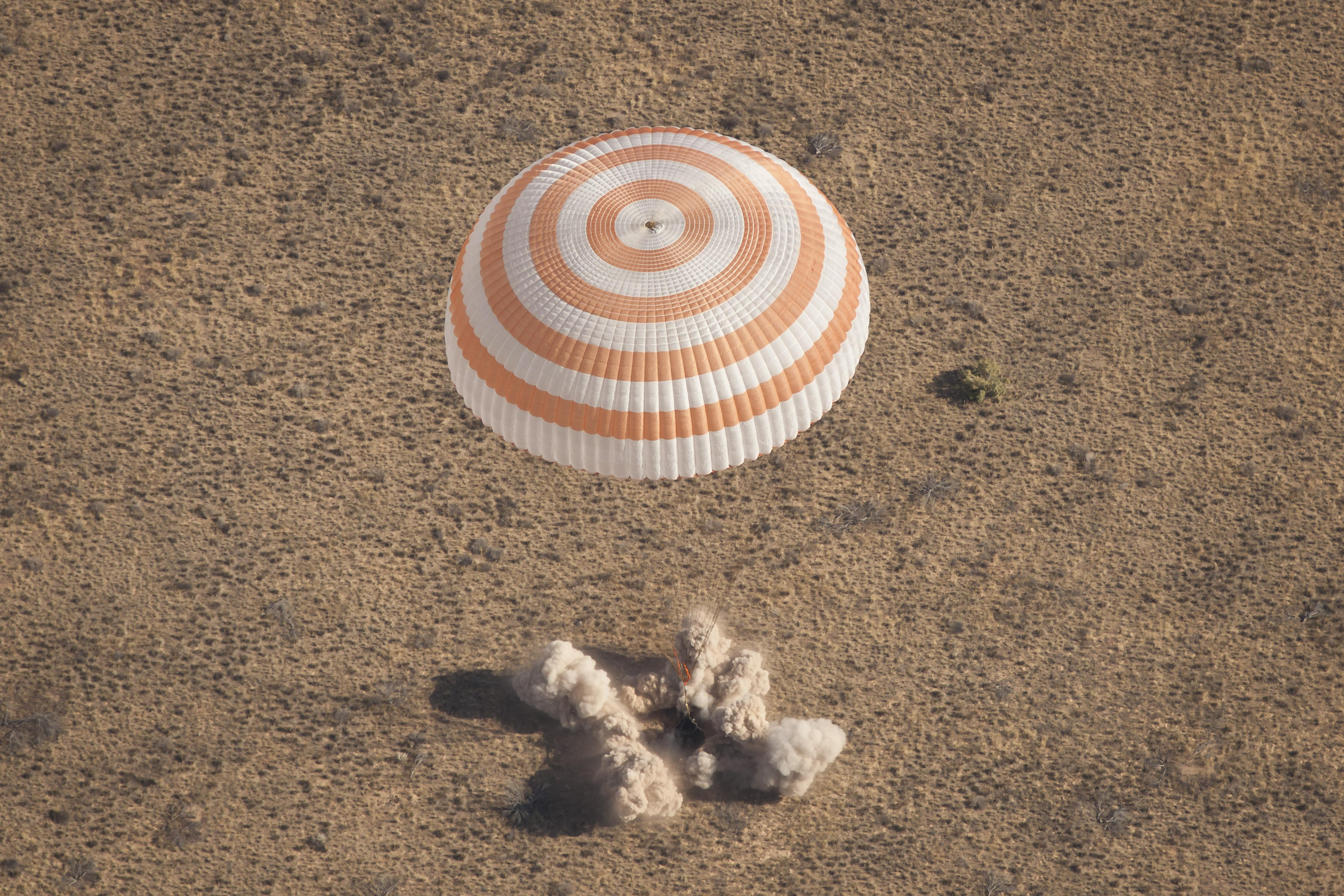
Tripulantes da Expedição 28 pousando no Casaquistão.